# Cao Yu (écrivain)
Pour les articles homonymes, voir Cao Yu et Cao.
Dans ce nom, le nom de famille précède le nom personnel.
Cao Yu (chinois : 曹禺 ; pinyin : Cáo yú ; Wade : Ts'ao Yu), né Wan Jiabao (万家宝, wàn jiābǎo) le 24 septembre 1910 dans la concession italienne de Tientsin et mort le 13 décembre 1996 à Qianjiang dans la province de Hubei, est un dramaturge chinois. Il est réputé pour avoir été un pionnier du huaju, un « théâtre parlé », à l'inverse du théâtre traditionnel chinois, qui était plutôt de l'opéra chanté.

## Biographie

### Enfance et études
Né d'une famille aisée issue de Qianjiang dans la province du Hubei, Cao Yu né dans la concession italienne de Tientsin où son père et sa belle-mère habitent et y étudie à l'Université de Nankai. Il entre ensuite à l'Université Tsinghua, à Pékin, pour étudier les langues et la littérature.

### Carrière
Cao Yu, après avoir joué des pièces de Molière ou d'Ibsen, a adapté en Chine des pièces occidentales, celles en particulier du dramaturge américain Eugene O'Neill, dont il a transposé le thème à l'environnement chinois. 
En 1934, Cao Yu publie sa première pièce L'Orage (雷雨), qui sera adapté au cinéma en 1938. Il écrit, plus tard, Le lever du soleil (1936), La plaine sauvage (原野) et L'Homme de Pékin (北京人) (1940).
Pendant longtemps, il fait partie du Parti communiste chinois et y écrit alors des pièces de commandes illustrant différentes thèses communistes, mais la plupart sont considérés comme ratés.

### Mort
Après avoir été hospitalisé pendant huit ans, il meurt le 13 décembre 1996 à l'âge de 86 ans.